# Black Anima
Black Anima è il nono album in studio del gruppo musicale italiano Lacuna Coil, pubblicato l'11 ottobre 2019 dalle etichette discografiche Century Media Records e RED Music.

## Tracce
Testi e musiche di Lacuna Coil.
1. Anima nera – 2:27
2. Sword of Anger – 3:55
3. Reckless – 3:06
4. Layers of Time – 4:08
5. Apocalypse – 4:17
6. Now or Never – 4:41
7. Under the Surface – 4:14
8. Veneficium – 6:11
9. The End Is All I Can See – 4:16
10. Save Me – 4:37
11. Black Anima – 3:23

Tracce bonus
1. Black Feathers – 4:12
2. Through the Flames – 5:30
3. Black Dried Up Heart – 3:49

## Classifiche
| Classifica (2019) | Posizione massima |
| ----------------- | ----------------- |
| Australia         | 47                |
| Austria           | 37                |
| Belgio (Fiandre)  | 35                |
| Belgio (Vallonia) | 28                |
| Francia           | 65                |
| Germania          | 15                |
| Italia            | 23                |
| Regno Unito       | 45                |
| Spagna            | 22                |
| Stati Uniti       | 87                |
| Svizzera          | 13                |